# Qushiaspis elaia
Qushiaspis elaia è un pesce agnato estinto, appartenente ai galeaspidi. Visse nel Devoniano inferiore (circa 408 - 405 milioni di anni fa) e i suoi resti fossili sono stati ritrovati in Cina.

## Descrizione
Questo pesce, come tutti i galeaspidi, possedeva uno scudo cefalico fornito di un'apertura mediana in posizione dorsale, che in Qushiaspis era grande e ovale. Era inoltre dotato di un processo rostrale sottile, di aperture orbitali poste in posizione laterale e di processi posteriori simili a corna. L'ornamentazione dermica di Qushiaspis, a differenza di tutti gli altri galeaspidi, mostrava numerose unità simili a tessere, composte da un grande tubercolo centrale simile a un'oliva circondato da uno o due anelli di tubercoli molto più piccoli. 

## Classificazione
Qushiaspis è ritenuto essere una forma arcaica della famiglia Gantarostraspididae, un gruppo di galeaspidi specializzati caratterizzati dall'assenza di corna laterali. Qushiaspis elaia venne descritto per la prima volta nel 2021 sulla base di resti fossili ritrovati nel bacino di Qujing, nella provincia di Yunnan in Cina. 